# Comedy Toppers
Comedy Toppers is een Vlaams komisch programma op de Vlaamse commerciële zender VTM, dat bestaat uit heruitzendingen van sketches van Gaston Berghmans en Leo Martin. Sinds 2010 zijn er drie jaargangen van elk 13 afleveringen samengesteld, die anno 2017 nog regelmatig worden uitgezonden, veelal in het weekend. 